# Örn Davíðsson
Örn Davíðsson (ur. 17 marca 1990) – islandzki lekkoatleta specjalizujący się w rzucie oszczepem. 
W 2017 wygrał igrzyska małych państw Europy. 
Złoty medalista mistrzostw Islandii i reprezentant kraju w drużynowych mistrzostwach Europy, pucharze Europy w rzutach oraz meczach międzypaństwowych. 
Rekord życiowy: 75,96 (24 czerwca 2012, Mosfellsbær).

## Osiągnięcia
| Rok  | Impreza                                | Miejsce       | Lokata             | Wynik |
| ---- | -------------------------------------- | ------------- | ------------------ | ----- |
| 2017 | Igrzyska małych państw Europy          | Serravalle    | 1. miejsce         | 74,81 |
| 2017 | III liga drużynowych mistrzostw Europy | Tel Awiw-Jafa | 9. miejsce         | 68,10 |
| 2018 | Puchar Europy w rzutach                | Leiria        | 5. miejsce grupa B | 67,42 |